# Gellerup Museum
Gellerup Museum er placeret i en 5-værelseslejlighed i Gellerupparken i Brabrand, Aarhus. Museet har eksisteret siden 2010.
Museets beliggenheden giver en særlig autenticitet. Museet giver et indblik i, hvordan det er at bo i et af Danmarks største sociale boligbyggerier.